# Codex Leicester

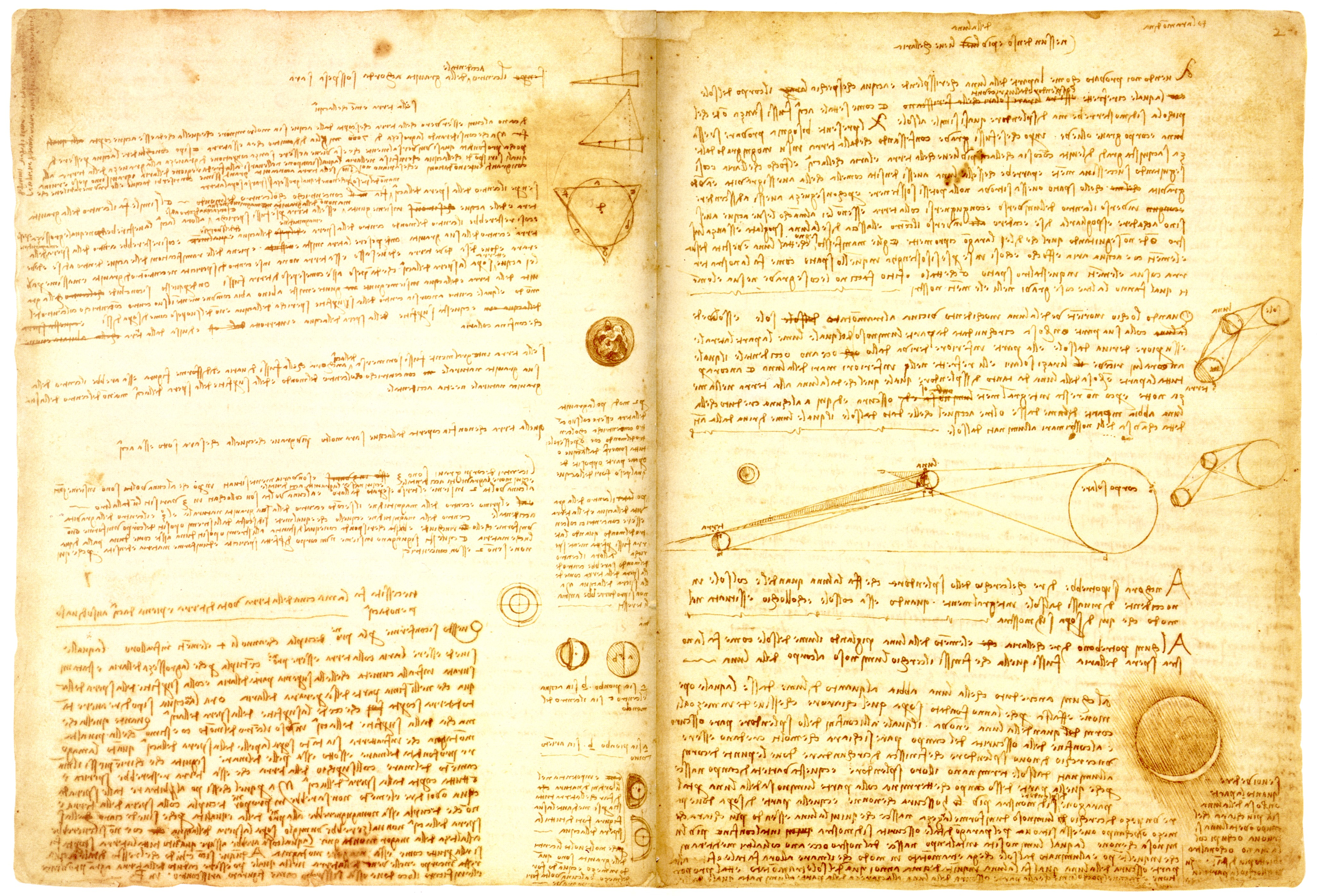

Codex Leicester, den anteckningsbok som Leonardo da Vinci förde i Milano mellan 1506 och 1510. Anteckningarna är skrivna med sepiabrunt bläck på arton dubbelsidiga lösark av linnepapper som ihopvikta utgör 72 sidor totalt. Leonardo vänder sig till "läsaren" på flera ställen i texten.
Codex Leicester har blivit berömd för Leonardos genialiska vetenskapliga anteckningar och slutsatser och hans användning av spegelvänd skrift. En mångfald av skisser har bifogats texten som omfattar en rad olika observationer, alltifrån teorier om astronomi till egenskaperna hos klippor, vatten, fossiler, luft och himlafenomen.
Codex Leicester uppkallades efter den engelska familj som köpte den 1717 och ägs idag av Bill Gates, grundare av Microsoft och en av världens rikaste personer. Den ställs för närvarande ut på Seattle Art Museum. 